# Pristimantis telefericus
Pristimantis telefericus är en groddjursart som först beskrevs av La Marca 2005.  Pristimantis telefericus ingår i släktet Pristimantis och familjen Strabomantidae. IUCN kategoriserar arten globalt som otillräckligt studerad. Inga underarter finns listade i Catalogue of Life.